# Mehren (Vulkaneifel)
Pour les articles homonymes, voir Mehren.
Mehren est une municipalité de la Verbandsgemeinde Daun, dans l'arrondissement de Vulkaneifel, en Rhénanie-Palatinat, dans l'ouest de l'Allemagne.